# Myloplus
Myloplus – rodzaj słodkowodnych ryb z rodziny piraniowatych (Serrasalmidae).

## Występowanie
Ameryka Południowa

## Klasyfikacja
Gatunki zaliczane do tego rodzaju:
- Myloplus asterias
- Myloplus planquettei
- Myloplus rubripinnis – żwawik czerwieniak[3]

Gatunkiem typowym jest Myletes asterias (Myloplus asterias).